# Ammoniolasalite
L'ammoniolasalite (simbolo IMA: Alas) è un minerale molto raro della famiglia della pascoite, all'interno della quale viene collocato nel gruppo della lasalite; appartiene alla famiglia degli "ossidi e idrossidi" e possiede composizione chimica [(NH4)2Mg2(H2O)20] • [V10O28].

## Etimologia e storia
L'ammoniolasalite è l'analogo dell'ammonio della lasalite, proprietà che ne ha determinato il nome.

## Classificazione
L'ammoniolasalite è stata approvata dall'Associazione Mineralogica Internazionale (IMA) come specie minerale indipendente nel 2018, pertanto non è elencata nella classica nona edizione della sistematica dei minerali di Strunz (aggiornata dall'IMA fino al 2009).
È però presente nell'edizione successiva, proseguita dal database "mindat.org" e chiamata Classificazione Strunz-mindat; qui l'ammoniolasalite si trova nella classe "4. Ossidi (idrossidi, V[5,6] vanadati, arseniti, antimoniti, bismutiti, solfiti, seleniti, telluriti, iodati)" e da lì nella sottoclasse "4.H V[5,6] Vanadati". Questa viene più finemente suddivisa in base alla tipologia di vanadato, in modo tale da trovare l'ammoniolasalite nella sezione "4.HC [6]-Sorovanadati" dove è in attesa di assegnazione di un gruppo in compagnia della beckettite e della protocaseyite.

## Abito cristallino
L'ammoniolasalite cristallizza nel sistema monoclino nel gruppo spaziale B2/b con i parametri reticolari a = 24,478(3) Å, b = 10,9413(4) Å, c = 17,551(1) Å e β = 17,551(7)°, oltre ad avere 4 unità di formula per cella unitaria.

## Origine e giacitura
L'ammoniolasalite si presenta come croste su arenaria contenente montroseite e corvusite in un'associazione secondaria ricca di ammonio contenente anche ammoniozippeite e i decavanadati schindlerite e wernerbaurite contenenti anch'essi ammonio.
L'ammoniolasalite è un minerale molto raro ed è stata trovata solo negli Stati Uniti nella miniera di "Pandora" (contea di San Juan, Utah) e nelle miniere di "Hubbard Homestead" e di "Burro" (contea di San Miguel, Colorado). Quest'ultima è anche la località tipo del minerale (38.04512°N 108.88964°W).

## Forma in cui si presenta in natura
L'ammoniolasalite si presenta in cristalli prismatici corti (allungati lungo [101]) o cristalli equanti, spesso con facce a gradini o scheletriche e in orientamento parallelo.
Il minerale è trasparente con lucentezza vitrea; il colore va dall'arancio brillante al giallo-arancio, mentre il suo striscio è arancio chiaro.